# Jānis Daliņš
Jānis Daliņš, född 5 november 1904 i Valmiera, död 11 juni 1978 i Melbourne i Australien, var en lettisk friidrottare.
Daliņš blev olympisk silvermedaljör på 50 kilometer gång vid sommarspelen 1932 i Los Angeles.